# Petita flor
Petita flor (originalment en francès, Petite Fleur) és una pel·lícula de 2022 dirigida per Santiago Mitre adaptada de la novel·la homònima d'Iosi Havilio. Es tracta d'una coproducció internacional francesa, argentina, belga i espanyola. S'ha doblat al català.

## Sinopsi
A Clarmont d'Alvèrnia, en José, un dibuixant argentí, i la seva companya Lucie veuen com la seva vida de parella es capgira pel naixement d'una filla. Un dijous, en José mata el seu veí Jean-Claude, embogit per sentir la cançó Petite Fleur de Sidney Bechet. Però l'endemà, el veí encara és viu.

## Repartiment
- Daniel Hendler: José
- Vimala Pons: Lucie
- Melvil Poupaud: Jean-Claude
- Sergi López: Bruno
- Françoise Lebrun: la mare Agnès